# Seconde bataille de Poligny (1638)
Guerre de Trente Ans
Batailles
La seconde bataille de Poligny, nommée aussi bataille du château de Grimont, est une bataille qui eut lieu le 10 août 1638 sur les hauteurs de Poligny, sous les murs du château de Grimont durant la guerre de Dix ans, épisode comtois de la guerre de Trente Ans. Elle oppose la garnison française de Poligny à un détachement de l'armée comtoise. Elle fait directement suite à la première bataille de Poligny et aux mauvais choix stratégiques du commandement alliés qui en découlèrent. Cette bataille aux enjeux et pertes mineurs a des conséquences dramatiques pour les alliés comtois, espagnols, lorrains et impériaux, qui ne s'entendront plus par la suite.

## Contexte

### Contexte général
En 1638, la France et le Comté de Bourgogne sont en guerre depuis deux ans. Jusqu'en mars 1637, la guerre avait plutôt été favorable aux Comtois, pourtant inférieurs en nombre. Mais l'armée comtoise a été décimée à la bataille de Cornod. Depuis, la Comté est envahie par les troupes françaises qui sillonnent le pays. Charles IV de Lorraine, qui est le chef des armées alliées en 1638 (comtoises, lorraines, impériales et espagnoles), est décidé à entreprendre une attaque d'envergure contre les Français afin de les empêcher de prendre Poligny et Arbois. Il les affronte à Poligny et les vainc. Charles de Lorraine, malgré l'insistance de Von Mercy et du marquis de Saint-Martin, décide de ne pas poursuivre l'armée française qui retourne à Château-Chalon où l'attendent de nouveaux renforts. Pire encore, le Lorrain décide de se replier sur Salins, ce qui provoque la colère des Comtois et des Espagnols, créant de profondes divisions dans les rangs alliés. Les Français reviennent alors vers Poligny et s'en emparent le 25 juin sans grande résistance.

### Emskerque d'Antorpes
Un officier comtois fraîchement promu colonel, est décidé à reprendre Poligny aux Français. Alexandre d'Emskerque, seigneur d'Antorpes, vient d'être autorisé par le parlement à lever un régiment d'infanterie. Officier courageux et compétent, il s'était déjà fait remarquer lors de la bataille de Savigny, où il avait trouvé un moyen de contourner les défenses françaises, ce qui permit la victoire. Le 8 août, avec 200 hommes et 2 canons, il s'empare du château de Vadans pris par les Français en même temps que Poligny en juin. L’objectif suivant est Poligny et son château, où les Français, commandés par la Philippe de la Mothe-Houdancourt, se sont retranchés.

## La bataille

### Poligny investie par les comtois
Le 10 août au matin, Emskerque d'Antorpes et ses hommes parviennent à rentrer facilement dans la ville: les Français ne sont pas assez nombreux pour défendre. Il décide d'occuper les remparts en position défensive, au cas où les Français tenteraient une sortie dans la ville. Le Comtois sait que ces derniers n'ont que peu de vivres et d'eau pour tenir un siège. Houdancourt, qui découvre avec stupeur que les Comtois ont pris position dans la ville, se refuse à attaquer. Il fait appeler des renforts. Dans ce même temps, Sarmiento de Tolède, le commandant des troupes espagnoles, apprend l'attaque réussie d'Esmkerque, et décide de lui envoyer, en toute hâte, le tercio de François de Saint-Mauris et le régiment de cavalerie du Baron de Savoyeux, qui, une fois sur place, prendra le commandement. Plus important encore, des vivres et des munitions doivent également leur parvenir pour rendre possible l'attaque. Ces renforts doivent arriver depuis le haut de Poligny et couper toute éventuelle retraite aux Français. La journée passe et les Comtois retranchés dans la ville manquent de vivres et de munitions. 

### Évacuation des comtois et attaque française
Conseillé par un de ses officiers, Emskerque décide de quitter discrètement la ville et de remonter le colline de Grimont à la rencontre de ses renforts. Mais à mi-chemin, les Comtois sont surpris par les Français. À terrain découvert et en position d’infériorité, les Comtois se mettent en positon de combat aussi vite qu'ils le peuvent, mais le combat est meurtrier. Les Français, qui sont parvenus à  sortir rapidement du château, chargent depuis le haut de la colline les Comtois qui sont alors massacrés. Les lances des piquiers comtois se brisent sous les charges incessantes. Au bout d'un moment, les survivants comtois demandent quartier. Ceux qui ne sont pas morts sont généralement blessés et seront envoyés en détention à Chalon. Emskerque d'Antorpes en fait partie.

### Retard des renforts
Pendant ce temps, le baron de Savoyeux arrive avec sa cavalerie derrière les hauteurs de Poligny. Il y découvre le tercio de Saint-Mauris qui attend les ordres et les ravitaillements qui n'arrivent toujours pas. En colère, Savoyeux se dirige vers le château de Poligny pour y observer la situation. Mais lorsqu'il arrive, il n'y a plus personne sur le champ de bataille et les Français sont retournés dans leur château.
Savoyeux ne sait pas que penser de la situation et installe ses troupes sur les hauteurs, attendant des nouvelles d'Emskerque. Ce n'est que tard dans la soirée qu'il apprend la défaite et le massacre des troupes comtoises. De plus, les munitions et vivres tant attendus ne sont pas arrivés, les ordres ont mal été transmis : dépités, Comtois et Espagnols retournent sur Salins.

## Suites et conséquences
La défaite, bien que relativement mineure au vu des pertes et objectifs stratégiques, eut cependant un effet dévastateur voire déterminant sur l’entente et le moral des alliés comtois, espagnols, impériaux et lorrains, cette défaite s'ajoutant également à la perte de la ville de Breisach.
Cette déconvenue révéla également de nombreux dysfonctionnements à de nombreux niveaux : transmission des ordres, vitesse de déplacement des troupes, etc. Des dissensions à tous les niveaux éclatèrent, car les Espagnols avaient planifié cette attaque et celle de Vadans, sans consulter le commandement comtois qui perd ses propres troupes lors de cette défaite. Dès l'année suivante, Lorrains et Impériaux cesseront d'intervenir en Franche-Comté, la livrant presque sans défense aux troupes cruelles de Saxe-Weimar qui vont déferler sur la région. Cette défaite sonne le glas de cette entente et la fin des espoirs pour les Comtois de faire cesser rapidement le conflit. Cette bataille, comme celle de Cornod un an plus tôt, marque un nouveau tournant dramatique pour la province.
La reprise de Poligny aurait permis de reverrouiller le centre du Jura et de limiter ainsi les incursions françaises, permettant par là de renforcer nombre de places fortes et permettre de nouveaux recrutement.
Emskerque d'Antorpes, blessé, fut enfermé dans la prison de Chalon, où il tenta soudoyer ses gardiens pour s'en échapper mais sans succès. Il connut alors un régime carcéral plus difficile et mourut en septembre suivant des suites de ses blessures.